# Maha Kali
Maha Kali – minialbum szwedzkiego zespołu black/death metalowego Dissection wydany 10 listopada 2004 roku. Jest to pierwsze wydawnictwo zespołu wydane po wznowieniu działalności zespołu w 2004 roku.

## Lista utworów
Autorem muzyki i tekstów jest Jon Nodtveidt, poza tytułowym utworem "Maha Kali" do którego tekst napisał Frater Nemidial
1. "Maha Kali" - 6:01
2. "Unhallowed (Rebirth Version)" -6:06

## Twórcy
- Jon Nödtveidt - Wokal, Gitary, Słowa (utwór 2), Muzyka
- Set Teitan - Gitary
- Brice Leclercq - Gitara Basowa
- Tomas Asklund - Perkusja